# Wasserstraße 26 (Stralsund)

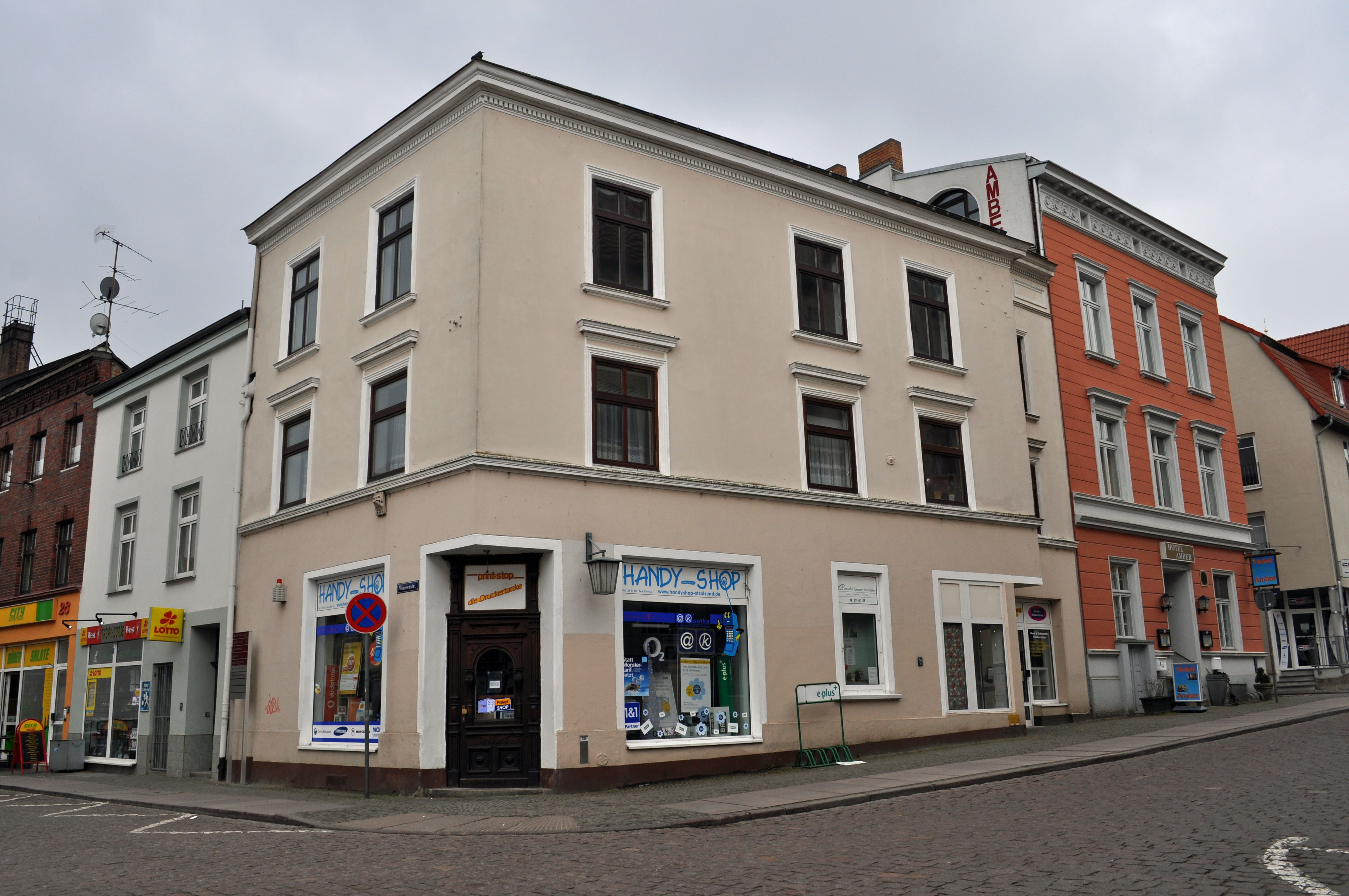
Das Haus Wasserstraße 26 in Stralsund (2012)

Das Gebäude mit der postalischen Adresse Wasserstraße 26 ist ein denkmalgeschütztes Bauwerk in der Wasserstraße in Stralsund, an der Ecke zur Heilgeiststraße.
Der Putzbau wurde in der Mitte des 18. Jahrhunderts errichtet.
Seine heutige dreigeschossige Gestalt erhielt das Haus Ende des 19. Jahrhunderts. Die verputzte Fassade ist schlicht.
Das Haus liegt im Kerngebiet des von der UNESCO als Weltkulturerbe anerkannten Stadtgebietes des Kulturgutes „Historische Altstädte Stralsund und Wismar“. In die Liste der Baudenkmale in Stralsund ist es mit der Nummer 771 eingetragen.